# Ryszard Kuklinski

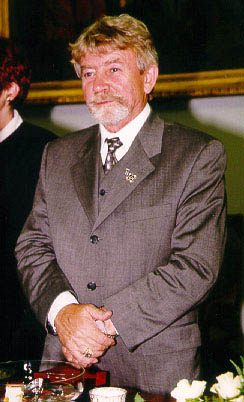
Kolonel Ryszard Kukliński

Ryszard Jerzy Kukliński (Warschau, 13 juni 1930 - Tampa, 11 februari 2004) was een Pools kolonel en spion in de Koude Oorlog. Omdat hij dit in het Poolse nationale belang achtte, heeft hij in de jaren tussen 1971 en 1981 een grote hoeveelheid uiterst geheime documenten van het Warschaupact aan de CIA doen toekomen.

## Loopbaan
Kukliński werd geboren in een arbeidersfamilie met katholieke en socialistische tradities. Zijn vader nam tijdens de Tweede Wereldoorlog deel aan het verzet en stierf in het concentratiekamp van Sachsenhausen. Na de oorlog begon Kukliński een succesvolle carrière in het leger van de Poolse Volksrepubliek. Als officier was hij betrokken bij de voorbereiding van de invasie van Tsjechoslowakije door het Warschaupact in 1968.
Na het bloedbad dat in december 1970 in Gdańsk door communistische strijdkrachten was aangericht onder Poolse arbeiders, nam Kukliński contact op met de CIA en bood hij zijn diensten als spion aan. Op 11 augustus 1972 stuurde hij een kaart naar de Amerikaanse ambassade in Bonn, waardoor hij een afspraak kreeg. Tussen 1972 en 1981 deed hij 35.000 bladzijden (in meerderheid Russische) geheime documenten aan de CIA toekomen. In deze documenten werden de strategische plannen van Moskou beschreven met betrekking tot het gebruik van kernwapens in het geval van een oorlog, technische gegevens over de T-72 tank en de Strela-1 raketten, de locatie van de Russische luchtafweerstellingen in Polen en Oost-Duitsland, de methoden die door de Russen werden gebruikt om te voorkomen dat spionagesatellieten hun militaire apparatuur konden ontdekken, de plannen voor de invoering van de staat van beleg in Polen en vele andere kwesties.

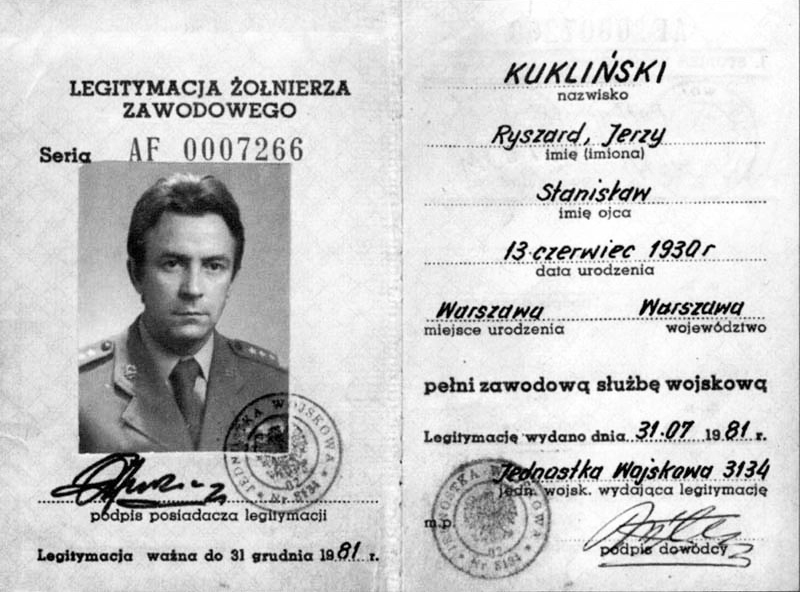
Laatste militaire identiteitskaart van kolonel Kukliński

Toen het duidelijk werd dat zijn spionage-activiteiten op het punt stonden om te worden ontmaskerd, slaagde Kukliński er - met hulp van de CIA - in om tezamen met zijn vrouw en twee zoons Polen te verlaten. Dit was kort voordat de staat van beleg in december 1981 werd ingevoerd in Polen.

## Zijn leven na zijn vlucht naar de VS
Op 23 mei 1984 werd Kukliński, in absentia, ter dood veroordeeld door een geheim militair gerechtshof te Warschau. Na de val van het communisme zou dit vonnis worden geannuleerd. Kukliński kon in april 1998 weer een bezoek brengen aan Polen.
In 2004 overleed hij, op de leeftijd van 73 jaar, aan een hersenbloeding in een ziekenhuis te Tampa, Florida.
Kukliński had na zijn vlucht onder een nieuwe naam een schuilplaats gekregen in de Verenigde Staten. Het is duidelijk dat de KGB niet van plan was om hem en zijn familie met rust te laten. Kukliński heeft op het persoonlijke vlak een hoge prijs moeten betalen voor zijn spionage-activiteiten. Zijn zoon Waldemar werd in de jaren 1990 onder mysterieuze omstandigheden gedood. Ook zijn andere zoon kwam op betrekkelijk jonge leeftijd om het leven bij een "verkeersongeluk", waarachter waarschijnlijk ook de lange arm van de KGB schuil ging.

## Kukliński's motivatie om te spioneren
Kukliński was de chef van de planningsafdeling van het Poolse leger en was ook een verbindingsfunctionaris tussen het Poolse leger en de Russische militairen. Hij was goed op de hoogte van de positie van de Poolse strijdkrachten binnen het Warschaupact. De details van de algemene plannen voor de strijdkrachten van het Warschaupact waren weliswaar alleen in Moskou bekend, maar Kukliński kon de nodige conclusies trekken uit zijn contacten in Moskou.
Kukliński raakte bekend met details van Russische plannen om West-Europa aan te vallen en te veroveren. Hierbij zouden tactische kernwapens worden ingezet. Het Poolse leger zou de eerste aanvalsspits vormen en was voorbestemd om als "kanonnenvoer" te worden opgeofferd. Deze plannen hielden ook in dat Polen het doelwit zou vormen van 400 tot 600 tactische kernwapens, die als represaille door de westerse strijdkrachten zouden worden gelanceerd.
Kukliński was ervoor dat het Poolse leger met de NAVO moest samenwerken om de uitvoering van deze plannen te verhinderen. Aangezien Polen in de communistische periode de facto door Sovjet-strijdkrachten bezet was en op alle niveaus door Sovjetspionnen geïnfiltreerd werd, konden de Poolse belangen naar zijn mening alleen op slinkse manier worden beschermd. Om die reden, benaderde hij uit eigen initiatief de CIA (hij werd dus niet door de CIA benaderd), waarna zij bijna tien jaar lang zouden samenwerken.
Kukliński's informatie had een belangrijk effect op de militaire plannen van de NAVO voor Europa, die op grond van zijn suggesties werden aangepast; dit hield onder andere in dat het aantal kernwapens dat in geval van een eventuele oorlog op Polen zou worden afgevuurd, werd verminderd.

## Meningen over Kukliński binnen Polen
Kukliński blijft binnen Polen een zeer controversiële persoon. Sommigen beschouwen hem als een nationale held, anderen als een verrader. In de kringen van oudere legerofficieren heeft men geen goed woord voor hem over en benadrukt men dat hij zijn eed van trouw geschonden heeft. Anderen zijn van mening dat hij door het onthullen van de Russische militaire plannen aan de Amerikanen, een voorgenomen Sovjet-invasie in Polen in 1981 heeft helpen voorkomen, waarbij de "staat van beleg" dan als een "geringer kwaad" op de koop moest worden genomen. Ook wordt betoogd dat hij daarmee een Derde Wereldoorlog heeft helpen voorkomen, die tot de nucleaire vernietiging van Polen zou hebben geleid. Aangezien er ten aanzien van de achtergronden van veel van deze historische gebeurtenissen nog weinig zekerheid bestaat, zijn deze redeneringen echter niet veel meer dan speculaties.
Op 19 juni 2004 werd Kukliński op de militaire begraafplaats Powązki te Warschau op een ereplaats begraven, tezamen met zijn zoon Waldemar. Het graf van vader en zoon Kukliński wordt regelmatig beklad door politieke tegenstanders. Diverse Poolse steden hebben Ryszard Kukliński het ereburgerschap verleend , waaronder Kraków en Gdańsk.
De Poolse politieke groepering Centrum (destijds geleid door Zbigniew Religa, die onder het bewind van Jarosław Kaczyński in Polen minister voor volksgezondheid was) verzocht in 2004 de president van Polen om Kukliński postuum de rang van generaal te verlenen.